# Topología (química)
En química, la topología proporciona una manera adecuada de describir y predecir la estructura molecular de algunas sustancias químicas, debido a las limitaciones que impone la distribución de los átomos en el espacio de tres dimensiones (3-D). Teniendo en cuenta los condicionantes del tipo de enlace químico y las propiedades químicas de los átomos, la topología proporciona un modelo para explicar cómo las funciones de onda de los átomos que forman la molécula deben ajustarse en conjunto,debido a sus interacciones mutuas. 
La topología molecular es una parte de la química matemática y trata de la descripción algebraica de los compuestos químicos, permitiendo una caracterización única y fácil de los mismos.
La topología no es sensible a los detalles de un campo escalar, y con frecuencia se puede determinar mediante cálculos simplificados. Los campos escalares como la densidad de electrones, el campo de Madelung, el campo covalente y el potencial electrostático se pueden utilizar para establecer el modelo de topología.
Cada campo escalar tiene su topología propia y distintiva, y cada uno proporciona diferente información sobre la naturaleza del enlace químico y la estructura molecular. El análisis de estas topologías, cuando se combina con la teoría electrostática simple y algunas observaciones empíricas, conducen a un modelo cuantitativo de los enlaces químicos localizados. En el proceso, el análisis proporciona información detallada sobre la naturaleza del enlace químico.
La topología aplicada explica cómo las moléculas grandes alcanzan su forma final y cómo las moléculas biológicas logran su actividad. En este contexto, la topología de circuitos, desarrollada por Alireza Mashaghi y sus colaboradores, es un enfoque topológico que describe la disposición de los contactos intra-cadena. Los contactos pueden establecerse mediante interacciones intra-cadena, conocidos como contactos duros (h-contactos), o mediante el entrelazamiento de la cadena o contactos blandos (s-contactos). Esta noción se ha aplicado al análisis estructural de biomoléculas como proteínas, ARN y genoma.

## Índices topológicos
Es posible establecer las ecuaciones de correlación directa de las relaciones cuantitativas estructura-actividad con las propiedades experimentales, conocidas normalmente como índices topológicos (IT). Los índices topológicos se utilizan en el desarrollo de las relaciones cuantitativas estructura-actividad (QSAR, en inglés) en las que la actividad biológica u otras propiedades de las moléculas están relacionadas con su estructura química.